# Ернест Досон
Ернест Досон (енгл. Ernest Dowson; Ли, 2. август 1867 — Катфорд, 23. фебруар 1900) је био енглески песник.
Много путовао у детињству, са оцем; хаотично стицано образовање; највише у Француској. Отуд утицаји француских писаца – Флобера, Балзака, Верлена.... Латинске поезије: Катул, Проперције, Хорације. На Оксфорду је студирао само годину дана: такав метод учења му не одговара; одлази сам. «Стихови» објављени 1896. Преселио се у Француску 1894, пошто је од силног пијанчења зарадио туберкулозу. Био је учесник оне (како је Јејтс назвао) «трагичне генерације» песника деведесетих година који су сагорели у властитој енергији и прерано умирали. Утицаји Свинбурна су очигледни. Експериментисао са метриком. Веровао да поезија делује превасходно звучно, музички, са тек наговештеним значењем.